# Cuento de una barrica

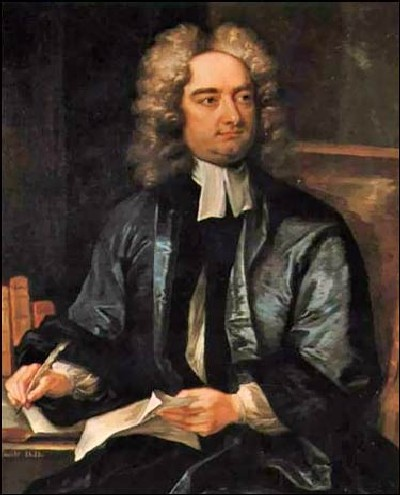
Jonathan Swift

Cuento de una barrica (“A Tale of a Tub”), también conocida como Historia de una barrica o Cuento de un tonel, es la primera obra mayor de Jonathan Swift, compuesta entre 1694 y 1697, y publicada en 1704. 

## Contexto
Se trata de su sátira más difícil y probablemente la mejor. La historia (en inglés "tale", cuento) es una parodia en prosa dividida en dos secciones: ”digresión” e “historia”. La “historia” presenta una única sátira, por capítulos, sobre el exceso religioso, mientras que la digresión está compuesta de una serie de parodias sobre la literatura contemporánea en los campos de la propia literatura, así como de la política, la teología, la interpretación de la Biblia, y la medicina. La parodia se extiende a la crítica del entusiasmo, el orgullo, y la credulidad.

## Resumen de la obra
Historia de una barrica está dividida en varias formas de digresión y partes de una "historia". La parte narrativa es una alegoría que sigue las aventuras de tres hermanos: Peter, Martin, and Jack, mientras estos intentan hacerse un hueco en el mundo. Cada uno de los hermanos representa una de las ramas primarias de la religión cristiana en Occidente. Esta parte del libro es un juego de palabras con la palabra tub ("barrica") la cual es, según Alexander Pope, una forma común de referirse al púlpito, y de este modo es también una referencia a la propia posición de Swift como eclesiástico. El primer hermano, Peter (por San Pedro) hace la parte de la iglesia católica. Jack (por Calvino, pero también por Jack de Leyden) representa a la iglesia protestante que actualmente se divide en baptistas, presbiterianos, cuáqueros, mennonitas, y las iglesias carismáticas.
El tercer hermano, Martin, el mediano, obtiene su nombre de Martín Lutero, al cual usa Swift para representar la 'vía media' de la Iglesia de Inglaterra. Los tres hermanos han heredado tres magníficas capas (que representan la práctica religiosa) de parte de su padre (que representa a Dios), y conservan su testamento (la Biblia) para guiarse. A pesar de que dicho testamento recalca que queda prohibido hacer ningún cambio en las capas, no hacen sino todo lo contrario desde el principio. Por mucho que el testamento represente la Biblia y las capas la práctica de la cristiandad, la alegoría tiende a ser una apología por la negación de la Iglesia de Inglaterra a alterar su práctica en concordancia con las demandas puritanas y su continua resistencia a alinearse con la Iglesia Católica.
Desde el comienzo (una vez pasado el prólogo, compuesto por las tres primeras secciones), el libro se divide en estratos, con la digresión y la historia alternándose. Sin embargo, las digresiones ocupan una parte más amplia que la narrativa, así mismo están dotadas de mayor fuerza asertiva e imaginativa. De hecho, después del capítulo X, que es el que aparece más frecuentemente en antologías, "Digresión sobre la locura", los nombres de las secciones no son correctos: las partes tituladas "Historia" son digresiones, y las digresiones también lo son. 
Historia de una barrica es una parodia enorme, con otras parodias más cortas insertadas. Muchos críticos han seguido a Irvin Ehrenpreis, biógrafo de Swift, en sostener que no hay un único narrador consistente en la obra. Esta posición, sin embargo, presenta una dificultad; si ninguno de los personajes hace el papel de "autor", entonces parece comprensible entender que todos los personajes que Swift utiliza en sus parodias son tan parecidos que pueden funcionar como una única identidad. En general, tanto si vemos la obra como compuesta por docenas de personificaciones o una sola, esta está escrita bajo la pose de lo que conocemos como un "hombre nuevo o moderno" en la época de Swift (Ver #Trasfondo biográfico del autor más abajo).
La explicación que ofrece Swift al título es que el barco del Estado estaba siendo amenazado por una ballena (específicamente, el Leviatán de Thomas Hobbes) y las nuevas sociedades políticas (el Club Rota, por ejemplo es mencionado), y su sátira pretende ser como una barrica que los marineros del Estado (nobles y ministros del Estado) pueden arrojar a un lado para distraer la atención de la bestia (aquellos que ponen en duda el Estado y su derecho a gobernar). La figura de Hobbes es muy controvertida durante la Restauración pero su aparición en la sátira puede muy bien ser irónica. La narrativa de los hermanos falla como alegoría, y el narrador es un loco o un idiota. La obra no es capaz de ocupar al leviatán, o mantener a flote el barco del Estado, así que es posible que Swift intensificará los peligros que representaba la obra de Hobbes en vez de acallarlos para obtener una respuesta más racional. 
Las digresiones frustran individualmente a los lectores que esperan un propósito claro. Cada una tiene su propio tema, y es, en sí, un ensayo sobre este. En su biografía de Swift, Ehrenpreis argumenta que cada digresión es la personificación de un escritor contemporáneo distinto. Esta es una teoría personal, que sostiene que la obra no es “una” parodia, sino más bien, una serie de ellas, que surgen de los conciertos privados en la casa de William Temple. Antes de que lo hiciese Ehrenpreis, algunos críticos ya habían argumentado que el narrador de la historia es un personaje, como lo es el de una novela. Dada la evidencia mostrada por A. C. Elias sobre la acrimonia con la que Swift abandonó dicha casa, la cual es obtenida de la obra de Swift Diario a Estela (Journal to Stella) en la que se describe lo poco integrado que el autor había estado en los devenires de la casa de Temple. Unido el número de observaciones repetidas acerca de sí mismo por parte del narrador de la “historia”, parece razonable proponer que las digresiones reflejan un único tipo de hombre, si no un personaje en concreto.
En cualquier caso, las digresiones y cada una de las pruebas a las que se somete al lector, ponen a este a prueba sobre si es lo suficientemente inteligente y escéptico como para detectar los sinsentidos. Algunas de ellas, como la discusión sobre si las orejas de la sabiduría son como frutos secos, o como crema de cerezas, o como una gallina que cloquea, etc., son sumamente estrafalarias y requieren una atención y reflexión constantes por parte del lector, pues cada una es un truco que entrena la mente del lector para detectar todo lo que es paja y rechazar aquello que es inaceptable.

## Descripción cultural de la época
Durante la Restauración de Inglaterra, la aparición de la imprenta empezó a cambiar todos los aspectos de la sociedad. Con su llegada se hizo posible para todo el mundo el poder gastar algo de dinero en ver sus propias opiniones publicadas. A la vez, se hacen accesibles para casi todos los descubrimientos científicos de la época, las novedades literarias y los ensayos en teoría política, al ser los libros más baratos. Como resultado, las revistas e “indexes” científicos se popularizaron. Este cambio en la sociedad inglesa de la época tiene su semejanza con nuestra propia experiencia con internet y las nuevas tecnologías. Igual que ahora, cualquiera podía ver sus opiniones publicadas a un módico precio, por estúpidas que estas fueran. 
Igual que en nuestra época se veían abordados por mal sostenidas conspiraciones políticas, de secretos, de misterios políticos, revelaciones y signos del Apocalipsis, de actitudes alarmistas sobre productos típicos del domicilio, de engaños y de fraudes. El problema entonces, como lo es ahora, era poder apreciar lo que es cierto de lo que no, distinguir lo creíble de lo imposible. Swift escribe Historia de una barrica como alguien excitado y esperanzado sobre lo que este nuevo mundo puede llegar a ofrecer. 
Este narrador está enamorado de la edad moderna y se siente el igual (o quizá el superior) de cualquier escritor que haya vivido nunca, porque él, al contrario que ellos, posee tecnología y opiniones que por ser más recientes, deben estar actualizadas y mejoradas. Swift parece preguntar cómo sería una persona sin capacidad de discernimiento pero con ansia de conocer y la respuesta es el narrador de Historia de una barrica. A Swift le molestaban las personas tan ansiosas de poseer el conocimiento más reciente que fallaban en ver o analizar las obras de una forma crítica. 
Por otro lado, mientras que Swift no era partidario de la aristocracia, se oponía abiertamente a la democracia (que tan frecuentemente se veía como un pernicioso gobierno de masas, como el que llevó a los peores abusos entre los reinados de Carlos I y Carlos II). Había mucho en juego en el terreno cultural, y con su sátira, Swift pretendía ofrecer un servicio genuino al retratar la mentalidad de escritores sin juicio y con tendencia a las teorías de conspiración. 
En la Inglaterra de aquella época política, religión y educación estaban unidas de una manera completamente distinta a la actual. El monarca era la cabeza de la iglesia del estado, y cada escuela (secundaria o universitaria) tenía una tradición política diferenciada. Oficialmente, no existía entonces tal cosa como "Whigs y Torys". Pero la categorización es útil y estos nombres eran ampliamente usados por los mismos escritores, ya que los dos partidos mayoritarios estaban asociados a diferentes grupos religiosos y económicos. 

## Implicaciones
Lo que implica esta unificación de política, clase y religión es muy importante: Aunque es un poco extremo y simplista escribirlo de esta manera, el fallarle a la iglesia era fallarle al monarca, el estar interesado en la física y el comercio era lo mismo que asociarse a una religión disidente y al partido liberal. Cuando Swift ataca a todos los que aman las cosas modernas, a causa de estos enlaces, está atacando a este nuevo mundo del comercio, a los disidentes religiosos, y en cierta manera, la propia emergencia del partido liberal (Whig).

## Trasfondo biográfico del autor
Jonathan Swift nació en Irlanda, aunque de padres ingleses. Trabajó como secretario de Sir William Temple en la época en que compuso Historia de una barrica (1694-1697). La publicación de la obra coincidió con su decisión de dejar el mecenazgo de Temple, al ver que este no le proporcionaba ni buenas condiciones de vida ni su influencia. 
Existe bastante especulación acerca de lo que causó las diferencias entre Swift y su jefe, pero, como A. C. Elias argumenta persuasivamente, parece que la gota final fue el trabajo de Swift en las Cartas de Temple. Swift había estado ocupado en traducir del francés estas cartas, pero Temple, o alguien cercano a él, editó el texto en francés para hacer que este pareciera profético y más fluido en francés. Consecuentemente, las cartas y la traducción de Swift no se correspondían, y como Swift no podía acusar a Temple de falsear las cartas, pues nadie creería que el primer ministro jubilado había mentido, Swift quedó como un incompetente. 
A pesar de que Swift publicó la obra al abandonar el servicio de Temple, esta fue escrita antes, y el libro es una salva de una de las batallas de Temple. La polémica general de Swift gira en torno a la Disputa entre antiguos y modernos que llevaba siendo debatida desde hacía unos diez años para cuando el libro se publicó. La disputa entre antiguos y modernos fue un tema en auge, principalmente entre académicos franceses en la década de los 90 del siglo XVII, que se dio a causa de las opiniones de Fontenelle el cual argumentaba que la educación moderna había permitido al hombre de la modernidad superar en conocimiento a los antiguos. Temple argumentó en contra de esta idea en su "On Ancient and Modern Learning" (con la cual inició la discusión entre académicos ingleses, y que es la que se ve en el sistema educativo inglés).
Este inocente ensayo de Temple provocó una pequeña ráfaga de respuestas. Entre otros, dos hombres tomaron el lado opuesto principal a las afirmaciones de Temple: Richard Bently (clasicista y editor) y William Wotton (crítico).
La discusión acabó en Inglaterra en 1696, y sin embargo parece haber inspirado la imaginación de Swift, el cual vio en esta oposición una versión abreviada de dos modos opuestos de ver el mundo (ver abajo en el trasfondo histórico para entender los sentidos de hombre moderno y antiguo) Historia de una barrica ataca a todos aquellos que elogian la modernidad sobre la educación clásica. Temple había hecho lo mismo, pero Swift, a diferencia de él, no alaba el clasicismo tampoco. 
No hay valor normativo en Roma, ni cañada inglesa perdida o brasa del hogar que invocar ante el orgullo desmedido del cientificismo de la modernidad. Algunos críticos han visto en la reluctancia de Swift en alabar a la humanidad en ninguna época como prueba de su misantropía, mientras otros lo han visto como muestra de un odio exagerado hacia el orgullo. A su vez, Historia de una barrica revivió la discusión sobre antiguos y modernos lo suficiente como para permitir a Wotton volver a editar su panfleto contra Temple, con un apéndice contra Swift, el cual extrajo partes de esta respuesta para incluirlas en la quinta edición de su obra como notas a pie de página. La sátira de Swift se convirtió en una especie de marco para otros satiristas del círculo del Scribblerian, y el tema de Modernos vs. Antiguos se retoma como una distinción entre las fuerzas políticas y culturales. 
Si Swift esperaba que con Historia de una barrica le bastaría para ganarse la vida, le tocó decepcionarse. Él mismo acabó creyendo que la obra le costó la oportunidad de perseguir una carrera en la iglesia. Sin embargo, es más probable no estuviera persiguiendo una carrera como clérigo con esta obra. Lo más probable es con ella buscaba establecerse como una figura importante política y literariamente y abrir el camino a una serie de posturas que llamaran la atención de hombres influyentes de la época, algo que sí consiguió. 
Como consecuencia de esta obra, y de la actividad Swift en asuntos de la iglesia, se convirtió en conocido de Robert Harley, (futuro Conde de Oxford) y Henry St. John (futuro Vizconde de Bolingbroke). Cuando los Tories entraron al parlamento en 1710, Swift fue compensado por su trabajo. Sin embargo, alrededor de 1713-14, el gobierno Tory había caído, y Swift volvió a ser "compensado", esta vez se le hizo decano de la catedral de St. Patrick, en Dublín, algo que él consideró un exilio.

## Naturaleza de la sátira
Tras su publicación, el público se dio cuenta de existía una alegoría en la historia de los hermanos así como ciertas referencias políticas en las digresiones. Algunas “claves” de lectura aparecieron poco después, similares a guías actuales como Cliffs Notes o Spark Notes. Estas claves ofrecían al lector un comentario destinado a la interpretación de la historia y explicaciones a las referencias que esta hace. Edmund Curll rápidamente aportó una de estas claves y William Wotton ofreció una “respuesta” a su autor.
Los blancos de Swift incluyen a algunos creadores de listas de índices, notas a pie de página, y, sobre todo, a gente que ve “asuntos sucios” en los libros. Ataca a la crítica en general, y parece regocijarse por el hecho de que uno de sus enemigos, William Wotton, se ofreciera a explicar la historia en una “respuesta” al libro, así como a la oferta de Curll,uno de los hombres a los que hace referencia explícita en el texto, de explicar los contenidos a los lectores menos especializados. En la quinta edición, en 1705, Swift incluye en la obra las explicaciones de Wotton y las notas de su propio narrador. Estas notas parecen alternarse en dar información genuina y otra destinada a engañar al lector. Además el nombre de William Wotton, defensor del lado moderno en la disputa, se adjunta a algunas de estas notas. Esto permite a Swift incluir el comentario en la sátira misma y elevar a su narrador al nivel de la autocrítica. 
No es fácil determinar de qué trata exactamente la sátira, pueden ser muchas cosas. Es muy consistente en atacar cualquier clase de lectura errónea. Tanto en la narrativa como en las digresiones la única falta humana que subyace bajo todas las demás es la de una lectura en exceso metafórica o demasiado literal, tanto en la Biblia como en la poesía o la prosa política. Es una crítica al narrador, que siempre busca información escondida, operaciones mecánicas sobre asuntos espirituales, cualidades espirituales a asuntos físicos y lecturas alternativas de todo lo que cae en sus manos. 
En las secciones en las que se cuenta la historia de Peter, Martin, y Jack, éstos caen en malas compañías (el cristianismo convirtiéndose en la religión oficial del imperio Romano) y comienzan a alterar sus capas (su fe) añadiéndolas ornamentos. Comienzan entonces a confiar a Peter el ser el regulador del testamento y este comienza a gobernarles de forma autoritaria (dice recordar que una vez oyó al criado se su padre decir como este opinaba que estaba bien el poner ornamentos), y así hasta que Jack se revela a la autoridad de Peter. Jack entonces comienza a leer el testamento (la Biblia) de forma en exceso literal y destroza la capa para intentar restaurar su estado original (el “Cristianismo primitivo” que buscaban los disidentes). Comienza a confiar únicamente en la “iluminación interior” como guía, así que camina con los ojos cerrados, después de tragarse la cera derretida de una vela. Eventualmente, Peter y Jack comienzan a parecerse, y es solo Martin quien posee una capa que en algo se parece al original. 
Uno de los factores más importantes sobre la recepción de la obra es el que el narrador sea tan extremista en todas las direcciones. Consecuentemente, ni puede construir una alegoría sólida, ni terminar sus digresiones sin perder el control (mostrando finalmente su locura). Para un lector de la Iglesia de Inglaterra, la alegoría de los hermanos no ofrece gran alivio. La fe de Martin es corrupta, llena de agujeros y todavía con ornamentos implantados. Su única virtud es que no cae en los excesos de sus hermanos, pero la fe original también está perdida en él. Los lectores de “Historia de una barrica” frecuentemente han tomado esta resolución tan insatisfactoria como evidencia de la misantropía de Swift. 
Recientemente Michael McKeon ha argumentado que a Swift se le describe mejor como a un escéptico severo que como Whig, Tory, empirista, o escritor religioso. Estaba del lado de los clásicos en la Disputa entre antiguos y modernos y apoyaba a la iglesia y ala aristocracia, pues creía que le alternativa sería peor. Su argumento era que no hay nada inherentemente virtuoso en ser de nacimiento noble, pero esto tenía las ventajas de la riqueza y la educación para hacer del aristócrata un mejor gobernante que cualquier otro común, igualmente virtuoso, pero sin privilegios. Historia de una barrica es una ejemplo perfecto del intelecto de Swift como escritor. Para cuando uno llega al final, nada parece ser digno de nuestra creencia o fe. 
Formalmente, la sátira es históricamente nueva por varias razones. Primero, porque Swift más o menos inventó la prosa paródica. En la “Apología por el etc.” (Apology for the &c., añadido en 1705), Swift explica que su obra es en muchos de sus apartados una parodia, en la que imita los estilos de las personas que pretende exponer. Lo que es interesante es que la palabra “parodia” no había sido antes utilizada para prosa y que la definición de parodia que ofrece es en sí una parodia de la definición que da John Dryden en su "Prefacio a las sátiras" Antes de Swift, las parodias eran imitaciones destinada a provocar la risa, pero no necesariamente ridiculizando. (Por ejemplo, la imitación de la Eneida en el "MacFlecknoe" de Dryden para describir la apoteosis de un torpe poeta, pero la imitación hace burla del poeta, no de Virgilio.)
Adicionalmente, la sátira de Swift es relativamente única en que no ofrece resolución alguna. Mientras ridiculiza estos hábitos estúpidos nunca ofrece al lector valores positivos a los que acogerse. Mientras que este tipo de sátira se extiende al imitar otros escritores a Swift, este, en adelante . él no persuade a sus lectores a seguir unas posiciones sino que les persuade de no seguir otras. Esta es una de las cualidades que han hecho de Historia de una barrica una de las obras mayores de Swift menos leídas.

## Trasfondo histórico
En el trasfondo histórico del periodo que va entre 1696-1705, los acontecimientos políticos más importantes son la restauración al trono de Carlos II en 1660, el Acta de Prueba (Test Act) y la Revolución Gloriosa de 1688-1689. Políticamente, los ingleses había sufrido una guerra civil que acabó con la decapitación del rey, años de la Commonwealth bajo el puritano Oliver Cromwell, y finalmente, el parlamento invitando al nuevo rey a tomar su posición en 1660. Después de la muerte de Carlos II, su hermano, Jaime II ascendió al trono. Sin embargo, cuando se sospechó que este era católico y se casó con una reina católica, María de Módena, Jaime abandonó el país, y el parlamento decidió establecer una serie de actas para elegir a los monarcas a partir de entonces. Este método favorece el Protestantismo ante la sangre. 
Desde el punto de vista de aquellos ingleses interesados en política, lo que el parlamento había hecho era esencialmente elegir un rey. Aunque oficialmente el rey era el cargo supremo, a partir de entonces no existía duda de que los comunes habían elegido al rey y podían cambiarlo de nuevo. Además, existiendo una ley exigiendo la lealtad al monarca como cabeza de la iglesia, se volvió cada vez menos claro por qué la nación se vuelve tan intolerante. 
Las luchas religiosas de la época eran principalmente entre la Iglesia de Inglaterra y las iglesias disidentes. La amenaza que estos disidentes representaban se hacía sentir claramente para clérigos como Jonathan Swift. Mientras que la actual Gran Bretaña alaba y practica la tolerancia, y los británicos la encuentran una virtud inherente, los disidentes de los siglos XVII y XVIII eran de por sí bastante intolerantes. Era normal entre los puritanos y otras iglesias disidentes el perturbar las misas, acusar a líderes políticos de anticristos, movilizar a la gente en escisiones violentas, disturbios y comportamientos extraños (incluyendo intentos de instalar teocracias en miniatura). Los disidentes protestantes lideraron la Guerra Civil Inglesa. La presión disidente se sentía en todos los niveles de la política británica y podía verse en el cambio en su economía. 
La Revolución industrial estaba comenzando en la época entre la escritura y la publicación de Historia de una barrica, aunque nadie entonces podía prever eso. Lo que los ingleses sí sabían era que lo que ellos llamaban “comercio” estaba en auge. Los comerciantes, importadores/exportadores y empleados estaban creciendo sobremanera. Cada vez era más común encontrar miembros de la aristocracia con menos dinero que algunos miembros de la clase media comerciante. Aquellos que ascendían en las profesiones de la clase media eran percibidos por norma general como pertenecientes a las iglesias disidentes, al menos con más probabilidad de serlos que en otras clases sociales. Instituciones como la bolsa de intercambio de acciones y Lloyd's en Londres fueron fundadas por comerciantes puritanos. Los miembros de esta clase también se veían frecuentemente ridiculizados como intentando aprender modales y conocimientos a los que no tenían derecho. Lo que es más, stos "nuevos hombres" no eran, en gran medida, el producto de las universidades o academias tradicionales. Consecuentemente, estos individuos enriquecidos desconocían el latín y los clásicos, y no estaban inclinados tampoco a darles mucho valor. 
Entre 1688 y 1705, Inglaterra era muy inestable políticamente. Con la subida al trono de la Reina Ana, algunas figuras políticas se sintieron particularmente vulnerables. Se rumoreaba que la Reina Ana era estúpida, y que quien gobernaba a la sombra era su amiga, Sarah Churchill, esposa del duque de Marlborough. Aunque Swift era Whig durante la mayor parte de este periodo, se alineaba más con el lado de los antiguos (lo que es decir, Tory, Iglesia de Inglaterra, aristocracia, y educación tradicional), y era activo políticamente en el servicio de la iglesia. Afirma, tanto en la "Apología por el etc." y en una referencia en el Libro I de Los viajes de Gulliver que había escrito Cuento de una Barrica para defender a la corona de los monstruos que la acosaban, los cuales eran numerosos. 
En esta época los clubes y asociaciones políticas proliferaban. La revolución de la imprenta significó que la gente se reunía bajo distintos estandartes, y que los sentimientos políticos y religiosos de los que antes no se hablaba estaban ahora reuniendo partidarios. Mientras la postura disidente se iba haciendo la mejor apuesta, y el parlamento cada vez más poderoso, nuevos niveles históricos de libertad traían de forma indirecta una nueva era de cambio y estabilidad.

## Publicación

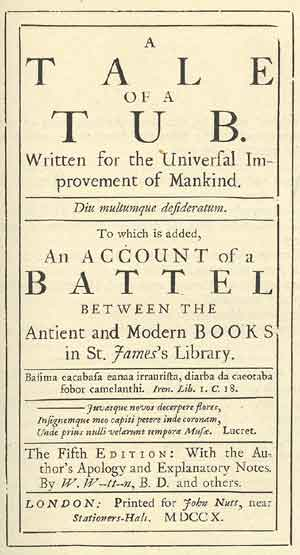
5ª edición. 1710.

Historia de una barrica se publicó originalmente en 1704, en la imprenta de John Nutt. Swift había usado anteriormente la de Benjamin Tooke, cuando publicaba para Sir William Temple. Volvería a ir a Tooke tanto para la quinta edición de Historia de una barrica como para trabajos posteriores, como Los viajes de Gulliver. Estas diferencias de imprenta son uno de los factores que llevaron al debate sobre si verdaderamente era el autor de la obra.
La primera, segunda y tercera edición de Historia de una barrica aparecieron en 1704, y la quinta, al año siguiente. En la "Apología por el etc." Swift indica que entregó a su editor una copia preliminar de la obra, mientras él mantenía una copia manchada de tinta a mano y prestaba otras copias (incluyendo una para Thomas Swift, el “primo clérigo" de Jonathan). Como consecuencia, la primera edición apareció con muchos errores. La segunda fue una recomposición del tipo de letra y la tercera, otra edición de la segunda pero con correcciones. A su vez la cuarta incluía correcciones a la tercera. 
La primera edición sustancialmente nueva es la quinta, de 1705, que es el texto más utilizado en la actualidad. En esta aparecen las Notas al pie y la "Apología por el etc." ("el etc." era la abreviatura que Swift empleaba para el primer esbozo de esta obra: Nutt debía ampliar la abreviatura del título del libro pero no lo hizo y el error permaneció.), muchos lectores (y autores) contemporáneos encuentran estos añadidos como una forma de echar más leña al fuego a la sátira, que ya es de por sí controvertida. En 1710, Swift volvió a editar la quinta edición con Benjamin Tooke, pero prácticamente se trata de una edición igual a la anterior, salvo por un nuevo tipo de letra.

## Debate sobre la autoría
Aunque a día de hoy este debate ya se ha apagado, la pregunta de quién escribió Historia de una barrica ocupó a muchos de los críticos más importantes de los siglos XVIII y XIX. Notablemente, Samuel Johnson, el cual afirmó que Historia de una barrica era la obra de un verdadero genio (en contraste con Los viajes de Gulliver donde una vez imaginas "gigantes y enanos" el resto es fácil). Creía la obra demasiado buena como para ser de Swift. En el siglo XIX, muchos de los críticos que veían en la obra más tardía de Swift misantropía y locura deseaban rechazar que el texto fuera suyo. En cierta manera, lo que el crítico pensaba sobre quién escribió Historia de una barrica reflejaba sus propias políticas. Swift era un defensor tan poderoso del partido Tory (conservadores), o simplemente estaba tan en contra de las proclamas liberales, que muchos de los admiradores del libro prefirieron atribuirlo a otro autor casi desde el día de su publicación. 
La obra apareció de forma anónima en 1704, como era el hábito de Swift. Al publicar anónimamente protegía parcialmente su carrera e incluso a su persona (el editor de Swift para las Cartas de Drapier fue encarcelado, y a otros autores habían sido atacados por matones contratados por aquellos que satirizaban en sus obras) Como todo hombre haciéndose un sitio en la Iglesia, Swift necesitaba del apoyo de los nobles para ganarse la vida. Además, los nobles eran todavía responsables de los asuntos eclesiásticos en la Cámara de los Lores, de modo que su eficacia política en los asuntos de la iglesia dependía de los lores. Para Swift era necesario mantener cierta distancia con su obra, a veces tan subida de tono y escatológica. 
El texto se hizo inmediatamente popular y controvertido. Consecuentemente, circulaban rumores señalando a varias personas como su autor — Jonathan Swift no era entonces ampliamente conocido, salvo por su trabajo en la Cámara de los Lores al defender la aprobación del impuesto de los Primeros frutos y quintas partes. Algunos creían que fue en realidad William Temple quien lo escribió. Francis Atterbury pensaba que el autor era Swift, aunque afirmaba que en Oxford se opinaba era que el texto era obra de Edmund Smith y John Philips. Otros se lo adjudicaron a Somers.
Sin embargo, Jonathan Swift tenía un primo, el también eclesiástico Thomas Swift, con el cual se carteaba habitualmente mientras escribía Historia de una barrica. Thomas Swift declaró ser el autor de la obra y Jonathan respondió diciendo que Thomas no tenía nada que ver con la obra, salvo en el más nimio de sus párrafos, pero que estaría encantado de oírle 'explicar' la obra, ya que decía haberla escrito. 
La controversia sobre el auténtico autor se vio agravada por la elección del editor, ya que la primera edición fue en Nutt, mientras que Swift solía emplear a Tooke, como continuó haciendo para las siguientes ediciones y siguientes obras. 
En estilo y opiniones la obra son innegablemente de Jonathan Swift. Especialmente si tenemos en cuenta la pose narrativa y la creación de la parodia en prosa (anteriormente las parodias eran únicamente composiciones en verso) La fachada dramática de escribir como uno más de sus personajes (tan característica hoy de la novela) es una característica típica de su forma de escribir. Por otro lado, la obra de Thomas Swift no ha dejado grandes restos. 
Aquellos que desean perseguir la evidencia a favor de Thomas Swift deberían mirar el resumen de la edición crítica de A. C. Guthkelch and D. Nichol Smith (1920 y 1958) en la Oxford University Press, donde se afirma que, "toda la evidencia a favor de la participación de Thomas Swift en Historia de una barrica no es más que un rumor propiciado entre otros motivos por la Clave de Curll. De hecho, en 1710 Swift ya tenía la quinta edición publicada por Tooke, y explicó entonces en una carta cómo había comenzado el rumor: Cuando la obra se publicó inicialmente, Swift estaba en Irlanda, y ese "primito párroco mío comenzó a hablar de forma sospechosa, como si hubiera participado también en su creación" En otras palabras, el anonimato conspiró con el deseo de fama de Thomas Swift para crear la confusión. Después de esto, únicamente aquellos con una preferencia crítica parecen seguir sosteniendo a Thomas Swift como su autor. 
Robert Hendrickson apunta en su libro British Literary Anecdotes (Anécdotas de la literatura británica) que "Swift siempre tuvo una especial preferencia por su tan original Historia de una barrica (1704). Años después, se encontraba leyendo de nuevo la obra y exclamó: '¡Dios mío! ¡Que gran talento tenía cuando escribí este libro!'"